# Київський міський комітет Комуністичної партії України
Київський міський комітет Комуністичної партії України — орган управління Київською міською партійною організацією КП України (до 1991 року). Київський міський комітет Комуністичної партії України набув статусу столичного у 1934 році, коли столицю Української СРР перенесли із Харкова до Києва.

## Перші секретарі міського комітету (міськкому) (з 1934)
- січень 1934 — червень 1934 — Демченко Микола Нестерович
- червень 1934 — липень 1935 — Алексєєв Микита Олексійович
- липень 1935 — січень 1937 — Сапов Іван Андрійович
- квітень 1937 — вересень 1937 — Кудрявцев Сергій Олександрович
- вересень 1937 — 17 квітня 1938 — Євтушенко Дмитро Матвійович
- 17 квітня 1938 — вересень 1941 — Хрущов Микита Сергійович
- листопад 1943 — 24 березня 1947 — Хрущов Микита Сергійович
- 24 березня 1947 — 2 лютого 1950 — Мацуй Петро Панасович
- 2 лютого 1950 — червень 1960 — Синиця Михайло Софронович
- червень 1960 — серпень 1962 — Дрозденко Василь Іванович
- серпень 1962 — січень 1963 — Ботвин Олександр Платонович
- 28 грудня 1964 — 11 січня 1980 — Ботвин Олександр Платонович
- 11 січня 1980 — 28 квітня 1987 — Єльченко Юрій Никифорович
- 28 квітня 1987 — 22 липня 1989 — Масик Костянтин Іванович
- 22 липня 1989 — серпень 1991 — Корнієнко Анатолій Іванович

## Другі секретарі міського комітету (міськкому) (з 1935)
- березень 1935 — жовтень 1936 — Потапенко Роман Якович
- жовтень 1936 — липень 1937 — Олійник Митрофан Гервасійович
- липень 1937 — серпень 1937 — Максимов Микола Антонович
- 26 серпня 1937 — листопад 1937 — Поляковський Микола Сергійович
- грудень 1937 — 25 травня 1938 — Єгоров Панас Сергійович
- 27 травня 1938 — 19 травня 1939 — Сердюк Зиновій Тимофійович
- 19 травня 1939 — червень 1941 — Шамрило Тимофій Власович
- листопад 1943 — червень 1944 — Мокієнко Федір Васильович
- червень 1944 — 20 листопада 1946 — Горбань Борис Архипович
- 20 листопада 1946 — 24 березня 1947 — Мацуй Петро Панасович
- квітень 1947 — листопад 1947 — Давидов Олексій Йосипович
- листопад 1947 — грудень 1948 — Желяк Євген Несторович
- грудень 1948 — січень 1952 — Корницький Петро Іванович
- січень 1952 — січень 1954 — Ільїн Петро Андрійович
- січень 1954 — вересень 1954 — Шелест Петро Юхимович
- 1954 — 7 лютого 1961 — Шевель Георгій Георгійович
- 1961 — січень 1963 — Яремчук Григорій Филимонович
- 28 грудня 1964 — 29 грудня 1968 — Бойченко В'ячеслав Олександрович
- 20 лютого 1969 — червень 1971 — Литвинов Євген Леонтійович
- червень 1971 — травень 1973 — Катаргін Іван Никифорович
- травень 1973 — 12 травня 1975 — Науменко Олег Павлович
- 12 травня 1975 — 31 жовтня 1981 — Гайовий Володимир Максимович
- 31 жовтня 1981 — 4 січня 1990 — Мартинюк Станіслав Михайлович
- 18 січня 1990 — серпень 1991 — Нечитовський Георгій Георгійович

## Секретарі міського комітету (міськкому)
- квітень 1931 — лютий 1932 — Різниченко Яків Захарович
- 1933 — Бабко Василь Якимович
- [193.] — [193.] — Остапенко Филимон Петрович
- [1937] — липень 1937 — Дубінін Федір Іванович
- 26 серпня 1937 — 1937 — Воїн Мирон Якович (3-й секретар)
- 27 квітня 1938 — 19 травня 1939 — Шамрило Тимофій Власович (3-й секретар)
- 19 травня 1939 — вересень 1939 — Єременко Федір Ісакович (3-й секретар)
- [1940] — 31 січня 1941 — Чернявський Віктор Олексійович (по кадрах)
- [1940] — вересень 1941 — Шапошник П.П. (3-й секретар)
- 31 січня 1941 — вересень 1941 — Івкін Кузьма Петрович (по кадрах)
- 24 квітня 1941 — вересень 1941 — Москалець Костянтин Федорович (по промисловості)
- 24 квітня 1941 — вересень 1941 — Беземчук Дмитро Гнатович (по машинобудуванню)
- 24 квітня 1941 — вересень 1941 — Лебедь Леонід Вікторович (по легкій і місцевій промисловості)
- 24 квітня 1941 — вересень 1941 — Коровай А.П. (по транспорту)
- листопад 1943 — квітень 1947 — Давидов Олексій Йосипович (3-й секретар)
- 1944 — лютий 1948 — Москалець Костянтин Федорович (по кадрах)
- січень 1944 — 1946 — Підтиченко Марія Максимівна (по пропаганді)
- 1946 — 1947 — Ключник Лев Іванович (по пропаганді)
- квітень 1947 — лютий 1948 — Павлович Микола Васильович (3-й секретар)
- 1947 — 1950 — Пашко Яків Юхимович (по пропаганді)
- лютий 1948 — грудень 1948 — Корницький Петро Іванович (по кадрах)
- 1948 — 195.0 — Ворожцов Порфирій Фролович
- вересень 1949 — 1952 — Третьяков Григорій Іванович
- 2 лютого 1950 — січень 1954 — Підтиченко Марія Максимівна (по пропаганді)
- [1951] — 1952 — Гайдайчук Федір Максимович
- 16 січня 1954 — 1955 — Короїд Олексій Степанович (по ідеології)
- 1955 — січень 1963 — Шудра Євгенія Олександрівна (по ідеології)
- 1955 — 1960 — Безгудов Микола Миколайович
- 1955 — січень 1958 — Руденко Яків Кузьмич
- січень 1958 — 7 квітня 1962 — Шавловський Микола Семенович
- 1960 — 1961 — Яремчук Григорій Филимонович
- 7 лютого 1961 — січень 1963 — Романовський Олексій Корнійович
- 7 квітня 1962 — січень 1963 — Незабитовський Аполлінарій Федорович
- 28 грудня 1964 — 1969 — Литвинов Євген Леонтійович
- 28 грудня 1964 — червень 1971 — Катаргін Іван Никифорович
- 28 грудня 1964 — травень 1973 — Романчук Галина Григорівна
- лютий 1969 — 26 січня 1972 — Шевелєв Арнольд Григорович (по ідеології)
- червень 1971 — лютий 1974 — Гайовий Володимир Максимович
- 26 січня 1972 — 25 січня 1973 — Капто Олександр Семенович (по ідеології)
- 25 січня 1973 — 24 січня 1976 — Добротвор Віктор Дмитрович (по ідеології)
- травень 1973 — 1975 — Балашова Валентина Адамівна
- лютий 1974 — січень 1986 — Головко Дмитро Богданович
- 1975 — 21 квітня 1983 — Главак Тамара Володимирівна
- 24 січня 1976 — 4 лютого 1984 — Кулик Володимир Васильович
- 21 квітня 1983 — [1990] — Сергєєв Микола Миколайович
- 4 лютого 1984 — 23 січня 1987 — Яковлєва Людмила Миколаївна
- 18 січня 1986 — 24 грудня 1988 — Михайловський Віктор Іванович
- 23 січня 1987 — листопад 1988 — Волошина Світлана Василівна
- грудень 1988 — [1990] — Сивак Яким Якимович
- 24 грудня 1988 — 23 листопада 1989 — Килимник Юрій Васильович (по ідеології)
- 18 січня 1990 — 1991 — Горовенко Михайло Олексійович (по ідеології)

## Заступники секретарів міського комітету (міськкому)
- травень 1934 — березень 1935 — Потапенко Роман Якович (заст.секретаря міськкому)
- [1944] — 1948 — Ворожцов Порфирій Фролович (заст.секретаря міськкому по транспорту)
- [1947] — листопад 1948 — Негода Пантелеймон Федорович (заст.секретаря міськкому)
- [1947] — листопад 1948 — Федюшин (заст.секретаря міськкому по промисловості)